# Knut J:son Mark

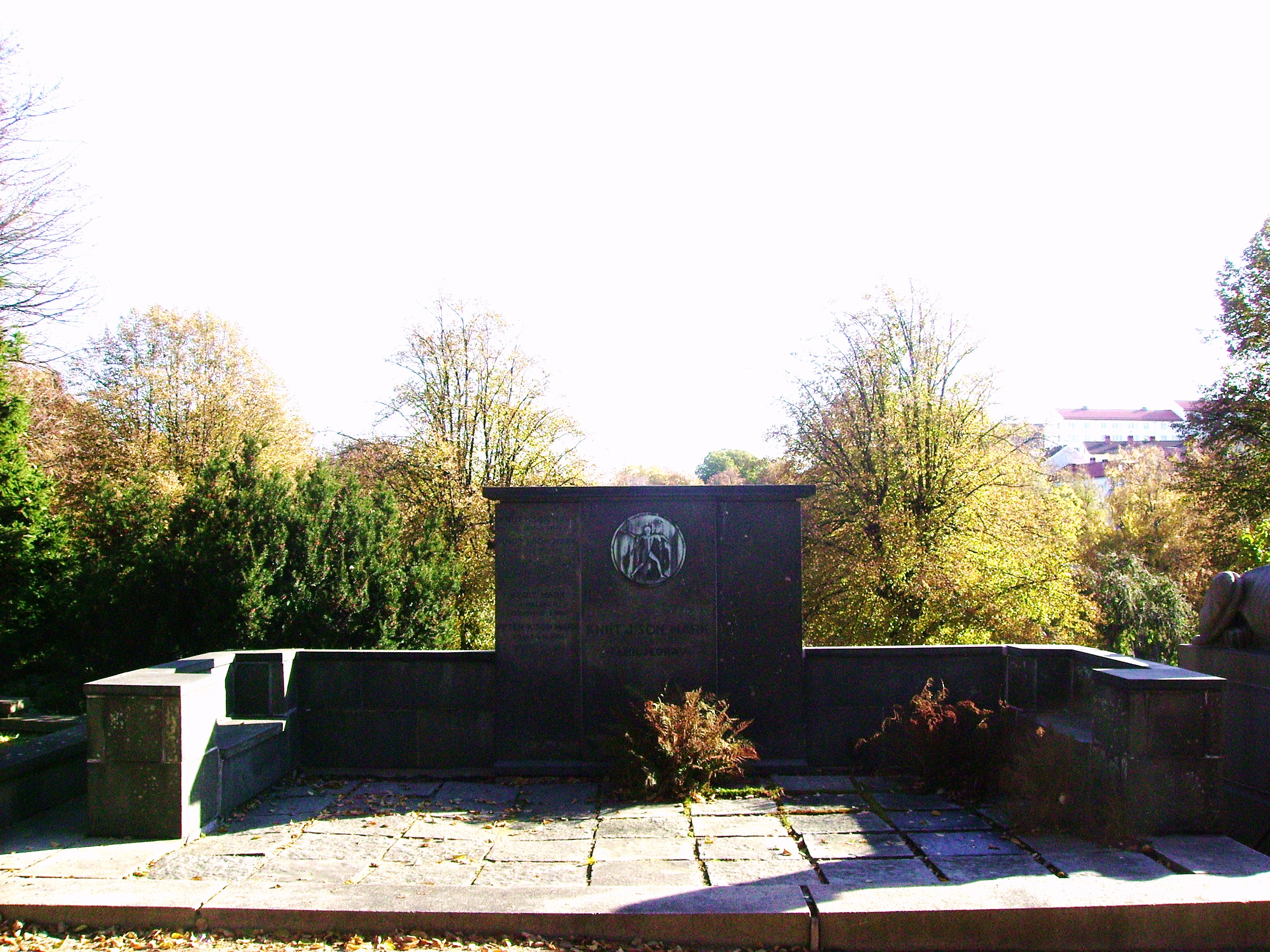
Knut J:son Marks grav på Östra kyrkogården i Göteborg.

Knut J:son Mark, född 4 augusti 1869 i Göteborg, död 9 februari 1958 i Göteborg, var en svensk industriman och politiker. Tillsammans med Axel Carlander utvecklade han Gamlestadens fabriker, samt var en av initiativtagarna till SKF (1907) och Volvo (1926). 

## Biografi
Den första undervisningen fick Mark i B.C. Rodhes skola för att därefter fortsätta vid Högre latinläroverket i Göteborg. Han utexaminerades vid Göteborgs handelsinstitut 1886 och vid handelsinstitutet i Berlin 1887. Han var anställd i firma Johansson & Carlander 1887–1894, med avbrott för åren 1891–1892 då han reste jorden runt med sin kusin Axel Carlander. Mark fick under resan en tids anställning på ett kontor i New Orleans. Han återkom till Johansson & Carlander 1892, där han blev delägare i firman från 1894. Han blev verkställande direktör för Gamlestadens Fabrikers AB, ordförande i styrelsen för Försäkrings AB Ocean, 1909–1940, Bostads AB Nutiden, 1917–1935, AB Götaverken 1923–1948, Gamlestadens Fabrikers AB, AB Sjuntorp och AB Göteborgs Hypotekskassa. Han var vice ordförande i styrelsen för AB Svenska Kullagerfabriken (SKF) 1909–1950, Göteborg–Borås Järnvägs AB 1913–1942 och Borås-Alvesta Järnvägs AB 1915–1942, ledamot av styrelsen för Ångfartygs AB Ocean, AB Göteborgs Tomträttskassa 1913–1936, Göteborgs stads Hantverksbyggnad, Sjöförsäkrings AB Argo, Gårda Fabrikers AB och Rederi AB Transmark. 
Knut J:son Mark var ledamot av handelskammaren i Göteborg 1906–1912 och ledamot av styrelsen för Börssällskapet, ledamot av Göteborgs stadsfullmäktige 1905–1912 och 1915–1918, av styrelsen för Göteborgs arbetsförmedlingsanstalt 1902–1906, av styrelsen för Willinska skolan 1903–1916, av styrelsen för Göteborgs spårvägar 1906–1917, varav som vice ordförande 1907–1914 och ordförande 1915–1917. Han var ledamot av styrelsen för drätselkammarens första avdelning 1907–1914 och var ordförande i drätselkammarens andra avdelning 1915–1917, av styrelsen för Göteborgs museum 1908–1944, varav som vice ordförande 1942–1945, av avlöningsnämnden 1911 och av styrelsen för Göteborgs högskola 1930–44, varav som vice ordförande 1937–1944. Han var initiativtagare till bildandet av Bostads AB Nutiden.
Mark var ledamot av kyrkofullmäktige 1899–1900 och av kyrkonämnden som kassaförvaltare 1900–1903. Han verkade som donator genom "Ingeborg och Knut J:son Marks Stiftelse", vilken år 1917 överlämnade 300 000 kronor - i form av aktier på nominellt 214 000 kronor och 86 000 kronor kontant - till Göteborgs stad. Medlen skulle användas till bostadshus med mindre lägenheter, att uthyras till "de klasser av samhället, som kunde anses mest i behov av att erhålla tillskott i för dem avsedda bostadslägenheter".
Det var till Knut Mark och Axel Carlander, ägarna av Gamlestadens fabriker, som Sven Wingquist 1906 sökte och fick stöd för sin revolutionerande uppfinning av det självinställande kullagret.
Mark erhöll utmärkelserna kommendör av första klass av Nordstjärneorden och kommendör av första klass av Vasaorden (1931) samt var ledamot av Vetenskaps- och vitterhetssamhället i Göteborg. Han mottog Göteborgs stads förtjänsttecken den 4 juni 1948.
Knut J:son Mark är begravd på Östra kyrkogården i Göteborg.

## Familj
Knut J:son Mark var son till handlanden Johannes Johansson (1841–1898) och Eleonore Lovisa, född Bourn (1844–1919). Han gifte sig 1902 i Oslo med Ingeborg Nicoline Monrad-Aas (1880–1963), dotter till krigskommissarie Ingvald Monrad-Aas och Anna Monrad-Aas, född Olsen.
Barn: Knut Knutsson Mark (1905–1937), Florence Mark (1907–1991) och Peter Knutsson Mark (1912-2006).
Släkten Mark är till ursprunget en bonde- och vävnadsförläggarsläkt från socknarna Seglora och Fritsla i Marks härad i Älvsborgs län.